# Egle (esperide)
Egle (in greco antico: Αἴγλη?, Àiglē) è un personaggio della mitologia greca, una ninfa ed Esperide figlia del primo leggendario re della Mauretania, il titano Atlante.

## Mitologia
Sorvegliava l'albero dei pomi d'oro (situato nel Giardino delle Esperidi di Era nel nord Africa occidentale, probabilmente l'odierno Marocco), insieme alle altre due esperidi (Esperetusa ed Eritea) ed al drago Ladone.